# Olivia Carnegie-Brown
Olivia Carnegie-Brown (* 28. März 1991 in London) ist eine britische Ruderin.

## Sportliche Karriere
Olivia Carnegie-Brown begann in ihrer Zeit an der Queen Anne’s School in Caversham mit dem Rudersport. Bei den Junioren-Weltmeisterschaften 2008 gewann sie Bronze mit dem Vierer ohne Steuerfrau, im Jahr darauf erhielt sie die Silbermedaille bei den Junioren-Weltmeisterschaften 2009. 2011 belegte sie mit dem Achter den fünften Platz bei den U23-Weltmeisterschaften, 2012 erruderte sie zusammen mit Caragh McMurtry die Silbermedaille im Zweier ohne Steuerfrau. Ebenfalls die Silbermedaille gewannen die beiden bei den Europameisterschaften 2012, bei derselben Veranstaltung erhielten die beiden zusätzlich Bronze mit dem Achter. 
2013 ruderte Olivia Carnegie-Brown im Weltcup im Doppelvierer, im Zweier ohne Steuerfrau und im Achter, bei den Weltmeisterschaften 2013 belegte sie mit dem Achter den vierten Platz. 2014 gewann der Achter zum Saisonauftakt die Silbermedaille bei den Europameisterschaften hinter den Rumäninnen. 2015 erreichte das Boot den fünften Platz bei den Europameisterschaften, nach zwei dritten Plätzen im Weltcup qualifizierte sich der Achter mit einem vierten Platz bei den Weltmeisterschaften 2015 für die Olympischen Spiele 2016. Zum Auftakt der Olympiasaison gewann der britische Achter den Titel bei den Europameisterschaften in Brandenburg an der Havel. Bei den Olympischen Spielen 2016 siegte der US-Achter vor den britischen Europameisterinnen und den Rumäninnen.